# 波斯王子 (1989年遊戲)
《波斯王子》是一橫向捲軸動作遊戲，最初是在1989年由Jordan Mechner為Apple II平台開發的。這個遊戲可當作電動遊戲進步的標誌之一，因為它使用了高品質的人物動畫。Mechner使用一種稱作rotoscoping的技巧，使用攝影機攝下他弟弟穿著白色衣服跑步及跳上跳下的畫面，然後不斷研究它，以確定所有遊戲呈現的動作是正確的。另一個不尋常的是主角與敵人的戰鬥方式，他們使用劍互相格鬥，而非當時常見的投射式武器。Mechner說當他開始設計這個遊戲時，電影《法櫃奇兵》的前十分鐘是他絕大部分靈感的來源，凸顯出遊戲主角在危險環境中的特技式動作。
在Apple II上釋出後，波斯王子隨即被移植到許多不同的平台。不管如何，這個遊戲總能在第一眼為玩家帶來驚喜、抓住眼光。這是由於在主角進行遊戲的路上，其中有許多環環相扣的謎團以及死亡陷阱，以及栩栩如生般的動作。
波斯王子也同樣影響了後來的一系列子類型遊戲，它們在枝節複雜的非捲軸設計、流暢動畫、控制風格等等方面上，都模仿了波斯王子。

## 劇情
如標題所提示的，遊戲的背景設定在古波斯——在孩童時期，Jordan Mechner就非常喜歡一千零一夜之中的故事。波斯王子是個孤兒，在街頭上餐風露宿。一天，他爬上宮殿的高牆，為了偷看一眼公主，她的美貌好像「天上的月昇」。他因此愛上了公主，儘管他們階級差距懸殊。
遊戲開始於蘇丹因為戰爭前去異域，邪惡的大臣贾法尔（Jaffar）眼見良機，將王座佔為己有。王子被囚禁了，因贾法尔對公主另有詭計。公主也同樣被軟禁，贾法尔給她兩個選擇：嫁給他或死路一條，她必須在一小時內做出決定。因此，王子只有一小時的時間打敗贾法尔、解救公主。
遊戲的進行方式是即時的，從遊戲一開始，底下文字欄就會寫著「還剩60分鐘」並且不斷倒數，所以玩家動作必須盡量快。在一些移植的版本中，是可以存檔的，但時間倒數則是相同的。遊戲失敗的唯一條件，就是讓時間逝盡。如果王子死亡，則遊戲會從該關卡的起頭或一些檢查點重新開始。
遊戲也有生命條的設計，在劍鬥中被擊中、喝下毒水、高處掉落，玩家會失去一個血壺；但是假如掉落超過三層、不持劍被擊中、掉入陷阱則是立即死亡。王子可以藉由找到一些較大瓶的治療劑，來增加血壺最大值，它們隱藏在一些不容易找到的地方，而小瓶的治療劑則回復一格。還有一些綠色藥水能夠使王子漂浮或畫面顛倒，依不同關卡而定。

## 版本
波斯王子的最初版本是在1989年的Apple II版本。一年後，它被移植至個人電腦上，如Amiga、Atari ST和IBM PC（即廣為人知的DOS版本）。在1992年，家用機市場急速擴張之時，Sega Master System、Sega Mega-CD、紅白機和Game Boy版本也發行了，還有另一個在蘋果麥金塔上發行的圖形加強版。超級任天堂的加強版於1992年發行，接下來是1993年的Sega Mega Drive版本。還有Turbo Duo的加強版也於1993年發行，使用Super CD-ROM格式。然後是1999年在Game Boy Color上的版本。用Java語言運行於可攜式平台的版本大約出現於2000年左右。在後來發行同標題的波斯王子：時之砂中，隱藏一個秘密關卡，就是本遊戲的第一關。
發行於1992年的SAM Coupé版本，較為獨特，因為它的圖像小至像素層級都拷貝自Amiga版本。它只在完成前夕給Domark（英國遊戲發行商）看過，儘管這種電腦很少人使用，這個發行版仍然上市了，因為它高品質而忠實於原始版本的移植，以及低成本的考量。由於這個版本從一開始幾乎只由一個人製作而成——Chris White——它有一些獨特的Bug。
Sega Mega-CD和Turbo Duo版本使用CD格式，多餘的空間被用來裝填一些配有語音的過場動畫，以及音軌音樂。它們看起來採用的是麥金塔版本的圖形，也就是王子裹頭巾、穿彩色服裝的版本。
超任版本也有些獨特之處，它由NCS開發，並由科樂美在美國和歐洲發行。除了圖形和聲音上的改進外，它有20個關卡，原本只有13個，而原本的那幾個關卡也都有一些改變。還有頭目戰鬥，不只是典型的劍鬥而必須躲避。玩家在此版本中有兩個小時的時間，而非一個小時。
在Xbox Live Arcade有一此遊戲的重製，標題為Prince of Persia Classic，已於2007年六月釋出。這個版本提供視覺上的改進，讓它看起來較像「時之砂」。開發商Gameloft也加入了新的陷阱、敵人和謎題。儘管如此，PC版本的波斯王子仍被玩家擁為最好的DOS遊戲之一。

## 被提及
在1992年，一位著名的俄羅斯作家Victor Pelevin寫了一篇短篇故事，稱作「中央計畫王子」。裡面有一個蘇維埃的官僚組織，每個人整天都在用美國電腦打遊戲。沒人真正地在工作，而是寄居於他們正玩的遊戲世界。主人公亞歷山大（或俄文名沙夏）就居住於「波斯王子」的世界之中（例如他會在日常生活的街上或地鐵中發現治療藥水、守護者、尖刺和利刃等）。此故事對蘇聯是非常大的諷刺，手法與Philip K. Dick的小說有相似之處。

## 外部連結
- 波斯王子 - MobyGames （页面存档备份，存于）
- 波斯王子編輯器官方網站 （页面存档备份，存于）
- 背景資訊，包括Mechners'弟弟的影像
- 波斯王子頁面 （页面存档备份，存于） 能看到畫出波斯王子動畫的原影片。
- 波斯王子3D （页面存档备份，存于）
- 波斯王子游戏的源代码 （页面存档备份，存于）